# Kamboško-tajski obmejni spopadi (2025)
24. julija 2025 je prišlo do eskalacije kamboško-tajskega obmejnega spora. Na Tajskem je umrlo 13 civilistov in en vojak, v Kambodži ena oseba.

## Ozadje
Korenine mejnega spora med Kambodžo in Tajsko segajo daleč nazaj v kolonialno obdobje, v pogodbe iz let 1904–1907 med Kraljevino Siam in Kraljevino Kambodžo, ki je bila pod francoskim protektoratom. Napetosti med državama so se zaostrile leta 1962 po odločitvi Meddržavnega sodišča o templju Preah Vihear. Napetosti so se povečale v letih 2008–2011, februarja 2025 pa so dosegle vrhunec, ko so tajske enote kamboškim obiskovalcem preprečile izvedbo kamboške himne v templju Prasat Ta Muen Thom. Maja je izbruhnil oborožen spopad v bližini Smaragdnega trikotnika (Chong Bok). Dan pred spopadi je po incidentu z mino, v katerem je bilo ranjenih pet tajskih vojakov na sporni meji v provinci Ubon Ratchathani, je Tajska odpoklicala svojega veleposlanika iz Kambodže in izgnala kamboškega odposlanca.

## Časovnica
Za začetek napadov 24. julija 2025 sta se obe strani medsebojno obtoževali. Tajska je poročala, da je v seriji spopadov umrlo 13 civilistov, 32 pa je bilo ranjenih, medtem ko Kambodža do 24. julija še ni poročala o žrtvah, kasneje pa poročal o eni smrti in petih ranjenih.

### 24. julij
Tajska vojska je zjutraj poročala o preletu kamboških brezpilotnih letalnikov nad območjem templja Prasat Ta Muen Thom na Tajskem ter o 6 oboroženih kamboških vojakih, ki so se približevali bodeči žici pred tajsko vojaško postojanko. Kamboške sile so nato streljale na tajske vojake približno 200 metrov vzhodno od templja.
Ob 9:40 so po lokalnem času in tajskih navedbah kamboške sile uporabila samovozni raketomet BM-21 proti Prasat Don Tuanu v bližini stanovanjskega naselja. Ob 10:58 je šest letal F-16 kraljeve tajske vojske bombardiralo kamboške položaje v Chong An Maju v provinci Ubon Ratchathani (Tajska), po tajskih navedbah pa so bili uničeni poveljniški položaji 8. in 9. kamboške pehotne divizije. Kraljevo tajsko veleposlaništvo v Phnom Penhu je tajske državljane, ki prebivajo v Kambodži, pozvalo k takojšnji zapustitvi države, in dodalo, da se bodo spopadi »verjetno nadaljujejo in širijo«. Tajska je napovedala zaprtje meje s Kambodžo. V tajski provinci Sisaket so kamboške rakete BM-21 Grad zadele bencinsko črpalko ter povzročile vsaj osem civilnih žrtev, vključno z 8-letnim dečkom. Ob 11:54 so kamboški vojaki napadli bolnišnico v Phanom Dong Raku, poškodovali nekaj ljudi, obiskovalci so bili evakuirani, sama stavba pa je bila znatno poškodovana.
Ob 14:41 je kraljeva tajska vojska trdila, da je uspešno uničila dva kamboška tanka v Khao Sattasomu. Ob 15:00 je tajska vojska v odgovor na nadaljevanje spopadov s kamboškimi silami sprožila kopensko in zračno ofenzivo, operacijo Yuttha Bodin. Ofenzivo vodi general Pana Klaewblaudtuk.
Zvečer je predsednik kamboškega senata Hun Sen zatrdil, da Kambodža »nima druge izbire, kot da se brani pred Tajsko« in dodal, da je prek videokonference sodeloval pri vojaškem poveljevanju. Sen je zanikal poročanja tajskih medijev o potovanju v tujino, za zaostrovanje situacije okrivil tajsko vojsko ter trdil da Tajci nameravajo zapreti vhod v tempelj Ta Muen Thom. Istega večera je provincialna uprava kamboške province Oddar Meanchey sporočila, da je bilo z območja spopadov evakuiranih 5000 državljanov. V spopadih so bili ranjeni vsaj štirje kamboški civilisti.
Po navedbah kamboškega generalpodpolkovnika Malyja Sochetate so kamboške enote po dolgem spopadu s tajskimi silami zasedle tempelj Ta Krabey, območje Mom Bei in tempelj Ta Moan Thom. Kraljeve tajske letalske sile so obsodile kamboško uporabo orožja za napad na civiliste ter dodale, da so „pripravljene braniti ljudi in suverenost pred kršitvami človekovih pravic“. Zanikale so trditve kamboških medijev, da je bilo sestreljeno letalo F-16.

### 25. julij
Spopadi so se nadaljevali na območju kamboškega mesta Preah Vihear in templja Ta Krabey. Na obmejnih območjih kamboških provinc Oddar Meanchey in Preah Vihear je potekalo močno topniško obstreljevanje. Kamboški mediji so trdili, da je Kambodža ohranila vse svoje čezmejne postojanke. Po besedah predstavnika kraljeve tajske vojske Richa Sooksuwanona so se spopadi začeli ob 4:30 zjutraj, ko je Kambodža začela boj z uporabo lahkega in težkega orožja, kraljeva tajska vojska pa je odgovorila s topniškim obstreljevanjem. Povedal je tudi, da so izvajali odstranjevanje bomb in izvlekli trupla iz okrožja Kantharalak, ki ga je 24. julija zadela kamboška raketa.
Začasni premier Phumtham Wechayachai je drugi dan spopadov izjavil, da se lahko konflikt ob poslabšanju razmer spremeni v polno vojno.
Po ponudbah Združenih držav Amerike, Kitajske in Malezije, ki je trenutno predsedujoča regionalnemu bloku ASEAN za spodbujanje dialoga, je Tajska zavrnila predlog posredovanja tretje države in se odločila za samo dvostranske pogovore.
Kraljeva tajska 2. armada je v svoji izjavi navedla, da Kambodžani svoje enote pošiljajo v neposredni boj s Tajci, da bi jim preprečili uporabo artilerije in letalskih sil, ter da je Kambodža začela oklepni napad v Cham Tae. Zahtevala je tudi, da Kambodža ustavi vojaške operacije proti Tajski in ponovno začne s pogajanji.
Kamboška vojska trdi, da so tajske sile izvedle več napadov v regiji Khloch in Takrabei ter na tempelj Ta Moan. Izjavili so, da je Tajska v nasprotju z mednarodnimi konvencijami uporabila kasetno strelivo za bombardiranje regije Kholch in okrožja Choam Khsant. Kraljeva tajska vojska naj bi izvedla neuspešno ofenzivo, da bi prevzela nadzor nad templjem Takrabei.
Tajska je izvedla zračne napade na sedmih kamboških lokacijah. Kamboška vojska je izjavila, da so tajske sile s pomočjo letal F-16 štirikrat bombardirale okolico templja Preah Vihear, trikrat Wat Keo Sikha Kiriswar in enkrat regijo Takrabei ter obstreljevale osnovno šolo v provinci Oddar Meanchey.
Tajska vojska je trdila, da je bilo med napadi v območju Phu Phi ubitih okoli 100 kamboških vojakov, ki so vdrli na tajsko ozemlje. V osmih okrožjih tajskih provinc Chanthaburi in Trat je bilo razglašeno vojno stanje.

## Žrtve
Po podatkih virov je bilo evakuiranih okoli 40.000 civilistov iz 86 vasi na Tajskem. Ljudje bežijo tudi iz drugih obmejnih mest, saj so tarča napadov civilne infrastrukture, kot so bolnišnice in bencinske črpalke.
Na Tajskem je bila potrjena smrt vsaj enega vojaka in 14 civilistov, 14 vojakov in 32 civilistov pa je bilo ranjenih. V Kambodži so bili ranjeni štirje ljudje, 4000 ljudi pa je bilo evakuiranih. V provinci Oddar Meanchey je umrla ena oseba.

## Odzivi

### Udeleženke v boju
- Kambodža: Ministrstvo za nacionalno obrambo je obsodilo konflikt in ga označilo za »brutalno in nezakonito vojaško agresijo« Tajske.[46] Nekdanji premier in predsednik senata Hun Sen je Tajsko posvaril pred invazijo na Kambodžo, da je Kambodža pripravljena na boj in da bo Tajski v primeru napada povrnila.[47]
- Tajska: odstavljeni premier Paetongtarn Shinawatra je obsodil kamboške napade na Tajsko in obljubil povračilne ukrepe.[48]

### Mednarodni odzivi
- Kitajska:Kitajska je izrazila »globoko zaskrbljenost« nad dogodki in pozvala obe strani k reševanju konfliktov z dialogom.[49]
- Indonezija: Indonezijsko zunanje ministrstvo je izjavilo vero v ponovno uporabo mirnih metod reševanja sporov.[50]
- Laos: Zunanje ministrstvo je izrazilo zaskrbljenost zaradi spopadov in pozvalo obe strani, naj se zadržita in sedanjo situacijo rešita z miroljubnimi sredstvi.[51]
- Malezija: Predsednik vlade in trenutni predsednik Združenja držav jugovzhodne Azije (ASEAN) Anwar Ibrahim je opisal situacijo kot »zaskrbljujočo« in izjavil: »Poslal sem sporočila obema predsednikoma vlade in se veselim, da bom z njima govoril pozneje danes ali zvečer. Najmanj, kar lahko pričakujemo, je, da se umakneta in upajmo, da poskušata začeti pogajanja.«[52]
- Filipini: Filipini so obe strani pozvali, naj spor rešita mirno v skladu z mednarodnim pravom, in poudarili zaščito civilistov, hkrati pa ohranili nevtralno stališče do spora.[53]
- Združene države Amerike: Združene države Amerike so izjavile, da so »zelo zaskrbljene zaradi zaostrovanja spopadov na meji med Tajsko in Kambodžo«, in pozvale k prenehanju nasilja.[54]
- Vietnam: Vietnam je izrazil zaskrbljenost in pozval obe državi, naj ravnata z največjo mero zadržanosti, se vzdržita uporabe sile, preprečita nadaljnje zaostrovanje in rešita nesoglasja z miroljubnimi sredstvi v skladu z mednarodnim pravom in regionalno solidarnostjo.[55]
- Evropska unija: Evropska unija je izrazil zaskrbljenost in pozval obe strani, naj umirita napetosti in mirno rešita nesoglasja.[56]